# Lenz
Lenz é um fragmento de novela do escritor e dramaturgo alemão Georg Büchner escrito em Estrasburgo em 1836. Baseia-se, por um lado, em algumas cartas de Lenz e, por outro lado, em observações do diário do pastor protestante alsaciano Jean Frédéric Oberlin (1740-1826). Jakob Michael Reinhold Lenz, um amigo de Goethe, é o personagem da história. Em março de 1776 ele conheceu Goethe em Weimar. Mais tarde sofreu de distúrbios mentais e foi enviado para o vicariato de Oberlin na aldeia de montanha de Waldbach (na realidade, a aldeia alsaciana de Waldersbach). A história ocupa-se deste último incidente. Embora inacabado na época da morte de Büchner em 1837, o texto tem sido visto como precursor da literatura modernista.
"Para Lenz [...] a natureza é bela (e esplendidamente descrita), os seres simpáticos e prestáveis. Mas o "mal" interior, de que a vítima se acusa e se pune, torna a natureza terrífica e as criaturas ineficazes. A ternura e a inteligência ─ aquela que só uma compreensão profunda pode conferir-se ─ fazem deste Lenz talvez a obra mais insubstituível de Büchner."